# Burchard van Schwanden
Burchard van Schwanden (Bern, ca. 1245 - 1310) was de twaalfde grootmeester van de Duitse Orde. Hij volgde in 1283 Hartman van Heldrungen op als grootmeester.

## Biografie
Burchard van Schwanden werd omstreeks 1245 geboren in een patriciërsfamilie uit Bern. Later ging hij in dienst van de Duitse Orde en werd zodoende commandeur van Köniz. In 1277 werd hij grootcommandeur van Thüringen en Saksen. In 1283 werd hij benoemd tot de nieuwe grootmeester van de Orde na de dood van Hartman van Heldrungen.
Onder de leiding van Van Schwanden ging het slecht met de bezittingen in het koninkrijk Jeruzalem. Hij besteedde veel meer aandacht aan de problemen in het Heilige Roomse Rijk en in Pruisen. Na een Litouwse invasie in 1287, kwam Burchard van Schwanden met paus Nicolaas IV overeen tot nieuwe grenzen voor de Duitse Ordestaat. In 1290 werd Van Schwanden gevraagd om Akko te helpen, dat belegerd werd. Hij verzamelde een leger, maar kort nadat hij arriveerde in het Heilige Land gaf hij zijn autoriteit over aan Hendrik van Bonlant, commandeur van Sicilië. Vanwege onbekende redenen verliet Burchard van Schwanden de Orde.
Na zijn abdicatie ging Schwanden terug naar Zwitserland waar hij besloot om toe te treden tot de Orde van Sint-Jan van Jeruzalem, zodoende werd hij benoemd tot commandeur van onder andere Hohenrain.